# カーニヴァル・オブ・ライト
「カーニヴァル・オブ・ライト」（Carnival of Light）は、ビートルズの未発表の楽曲である。1967年1月28日と2月4日にロンドンのラウンドハウス・シアターで開催された電子音楽のイベント『The Million Volt Light and Sound Rave』のために制作されたもので、レコーディングは同年1月5日に「ペニー・レイン」のボーカルのオーバー・ダビングが行われたセッションの後に行われた。
イベント終了後、「カーニヴァル・オブ・ライト」が発表されることはなく、海賊盤にも収録されていない。マッカートニーは、1996年に発売された『ザ・ビートルズ・アンソロジー2』への収録を検討したが、他のバンドメンバーやオノ・ヨーコが拒絶したことから取りやめた。未発表の楽曲であるため、記事内で使用されている「カーニヴァル・オブ・ライト」という邦題は仮称となる。

## 背景
1966年8月、ビートルズはアルバム『リボルバー』を発売。『リボルバー』は、テープ・ループの使用やテープの逆回転、不可解な歌詞など風変わりな要素が盛り込まれ、「音楽シーンに革命をもたらした」アルバムとされている。音楽学者のウォルター・エヴェレットは、同作を「電子音楽の革新的な例」と見なしている。この年の12月、デザイナーのデヴィッド・ヴォーンはポール・マッカートニーが所有するピアノにサイケデリックなデザインを描き、マッカートニーの自宅に届けた。この時にヴォーンは、マッカートニーに近日開催予定の『The Million Volt Light and Sound Rave』のために楽曲を提供するよう依頼し、マッカートニーはこれに同意。
『The Million Volt Light and Sound Rave』（略して「The Carnival of Light Rave」ともされる）は、BEV主催による電子音楽と照明の展覧を目的とした芸術祭で、北ロンドンのチョーク・ファームにあるラウンドハウス・シアターで開催された。ボブ・ギルがデザインしたイベントのポスターには、「音楽はポール・マッカートニーとユニット・デルタ・プラスが作曲（Music composed by Paul McCartney and Unit Delta Plus）」という記載がある。

## レコ―ディング
ビートルズは、アルバム『サージェント・ペパーズ・ロンリー・ハーツ・クラブ・バンド』のセッション中であった1967年1月5日に「カーニヴァル・オブ・ライト」のレコーディングを行なった。ビートルズは、「ペニー・レイン」のオーバー・ダビング完了後に、作業に取りかかった。本作のレコーディングには、ビートルズのメンバー全員と、プロデューサーであるジョージ・マーティンが参加。イベントのポスターにマッカートニーの名が表記されていることについて、伝記作家のスティーヴ・ターナーは、本作を「4人のビートルズによる音楽の幻覚作用」とし、「ポールによって作曲されたというよりもポールによって始められたもの」と述べている。
マッカートニーは、本作のレコーディングでメンバーに対してとにかく歩きまわって、その辺のものを叩いたり叫んだり演奏したりしてくれ。意味が無くてもいいからと頼んだと回想している。2008年11月のインタビューで、「この曲で必要なのはとりとめなくさまよって、バンと音を出したり、楽器を弾いたりすることで、意味なんか必要ない。ドラムを叩いて、それからピアノのところにふらふらたどり着いて、ちょっと音を出して、またさまよう、という具合だ」と語っている。また、マッカートニーは、ジョン・ケージやカールハインツ・シュトックハウゼンをはじめとした現代音楽の作曲家から影響を受けて作った曲であることを明かしている。
「カーニヴァル・オブ・ライト」には歌詞がないものの、トラック上にはマッカートニーとジョン・レノンの声が確認できる。ビートルズは始めにドラムとオルガンをテープの回転速度を速めて録音したベーシック・トラックを作成。楽曲中の楽器、レノンとマッカートニーの声のそれぞれに大量のリバーブが加えられた。レノンとマッカートニーは、ネイティブ・アメリカンを思わせるおたけび、口笛などスタジオでの会話の断片を録音。この他にもギターのフィードバック、オルガン、ピアノ、レノンが「Electricity!（電気！）」と叫ぶ声などがオーバー・ダビングされた。また、マッカートニーは本作の途中で「フィクシング・ア・ホール」の断片をピアノで演奏している。
ポール・マッカートニーの公式伝記の執筆者バリー・マイルズは、その著書『ポール・マッカートニー メニー・イヤーズ・フロム・ナウ』の中で、フランク・ザッパのアルバム『フリーク・アウト!』に収録の「ザ・リターン・オブ・ザ・サン・オブ・モンスター・マグネット」との類似性について言及している。また、マイルズは「楽曲にはときどきパーカッションやリズミカルなピアノを叩きつけるような音によって数小節間、安定した拍子が続くところがある以外にリズムはなく、たまに旋律の断片が目立ちそうになるところ以外にメロディーもない」とも述べている。
ビートルズ研究家のマーク・ルイソンは、1988年に著書『ザ・ビートルズ レコーディング・セッションズ完全版』の執筆に際して、完成した「カーニヴァル・オブ・ライト」のテープを聴いている。同書でルイソンは、4トラック・テープの内容を以下のように記している。
- トラック1: 「ディストーションを効かせた単調なドラムとオルガン」
- トラック2: 「ディストーションを効かせたリードギター」
- トラック3: 「教会のオルガン、数種のエフェクト（水でうがいをする音など）と声…中でも強烈なのは、トラック3で聞かれるものすごい声だ。ジョンとポールが狂ったようにわめき、「Are you alright?（大丈夫かい？）」とか「Barcelona!（バルセロナ！）」といった文句を思いつくままに怒鳴る」
- トラック4: 「大量のテープ・エコーをかけた言語に絶するさまざまなサウンド・エフェクトと騒々しいタンバリン」[17]

トラックは、マッカートニーの「Can we hear it back now?（今の再生して聴かせてもらえるかい？）」というエコーのかかった声で終わっている。ルイソンは「モノラル・ミックスがヴォーンに渡された」と書いているが、マイルズは「完全にステレオとしてミキシングされ、音の層や質を組み立てていく作業であった」と主張している。エンジニアのジェフ・エメリックは、セッション終了後にマーティンが「ばかげている。何か建設的なことをするべきだ」と口にしていたことを明かしている。エメリックは、レノンが「Barcelona!（バルセロナ！）」と叫ぶ声を含む一部の要素を、「レボリューション9」に再利用したことを明かしている。

## イベントでの披露
「カーニヴァル・オブ・ライト」が公に披露されたのは、『The Million Volt Light and Sound Rave』のみとなっている。同イベントにビートルズは出演しておらず、4人のうちマッカートニーとジョージ・ハリスンは1月28日にロイヤル・アルバート・ホールで行なわれたフォー・トップスのコンサートを観覧していた。マッカートニーは、当初許可していた長さを超えたテープの再生が行なわれ、「フィクシング・ア・ホール」の一部が先行披露されるかたちとなったことを知り、主催者に憤りを覚えた。エドワーズは「意図したものではない」と述べている。本作は、開催された2日間で数回にわたって再生された。
ユニット・デルタ・プラスのブライアン・ホジソンは、「カーニヴァル・オブ・ライト」について「かなりめちゃくちゃ…内容に一貫性がないように思えた」と回想している。マッカートニーの伝記作家であるイアン・ピールは、本作を聴いた聴衆について「完全に失望していた」と述べている。ヴォーンは「ポール・マッカートニーのクソテープはさておき、音楽はすべて生演奏だった。ポールは言葉を使わずに何かしようとしていたんだろうけど、それはとても不可解なものだった…たいしたものではないと思う」と回想している。ソフト・マシーンのデヴィッド・アレンは、「とくに記憶に残るものではなかったから、その音のコラージュについてはぼんやりとしか覚えていない。サージェント・ペパーを作るまでに、彼は明らかに少し進歩していた」と語っている。

## アンソロジー・プロジェクトにおける本作の扱い
伝記作家のマーク・ブレンドによると、1967年以来「カーニヴァル・オブ・ライト」はアビー・ロード・スタジオの関係者だけが聴いていて、海賊盤に収録されたことがないという。本作はマッカートニー主導で制作された実験音楽であったが、『サージェント・ペパーズ・ロンリー・ハーツ・クラブ・バンド』や「レボリューション9」、1968年に発売された『トゥー・ヴァージンズ』をはじめとしたオノの共同作品を通してバンドの革新的な前衛主義者として知られるようになったのはレノンだった。ハリスンは1960年代後半に『不思議の壁』や『電子音楽の世界』で前衛的な音楽を制作していて、リンゴ・スターはアップル・レコードに所属のジョン・ダウナーを支持していた。これらの嗜好を比較した音楽評論家のリッチー・アンターバーガーによると、マッカートニーは「4人の中で最も保守的なパブリックイメージ」を保持していたという。
1996年、マッカートニーはビートルズのコンピレーション・アルバム『ザ・ビートルズ・アンソロジー2』に「カーニヴァル・オブ・ライト」に収録しようとしたが、ハリスン、スター、オノ（レノンの未亡人）によって拒否された。マッカートニーによると、「みんな「これはゴミだ」と言って、このアイデアを好まなかった」と回想している。とくにハリスンは前衛音楽を良く思わず、「avant got a clue」と口にしていたという。『ザ・ビートルズ・アンソロジー』シリーズに収録のビートルズの全楽曲を評価したジョージ・マーティンも、「カーニヴァル・オブ・ライト」については「発売するに値しない」という考えを持っていた。マッカートニーは、かつて前衛音楽を「でたらめなフランス語」と揶揄していたレノンが「レボリューション9」を録音する約1か月半前に、ビートルズが取り組んだ初の前衛音楽として認められたいという思いから、本作の収録を計画したとのこと。
ビートルズの『ザ・ビートルズ・アンソロジー』プロジェクトにも携わっていたルイソンは、『アンソロジー2』への収録を支持したとする一方で、「良い意味でポールだけにスポットライトが当たる可能性を持っていて、それがバンドが一丸となって望んでいるものかどうかはわからない」と述べている。「カーニヴァル・オブ・ライト」を聴いた数少ない人物の1人であるバリー・マイルズは「実に恐ろしい」と一蹴し、「それがリリースされることに耐えられない。ただのエコーのかたまりで、誰もが家でやっているようなこと」とも述べている。

## その後の扱い
2001年のマーク・エレンとのインタビューで、1995年のグレイトフル・デッドの映画『Grateful Dead -- A Photo Film』のような、ビートルズのフォトコラージュの映画を制作している最中で、同作のサウンドトラックとして「カーニヴァル・オブ・ライト」を使用する予定であると語った。しかし、この企画は実現しておらず、本作も未発表のままとなった。2008年のインタビューで、マッカートニーはまだマスター・テープを所有していることを公言し、「いよいよ公表するよい時期が来たのではないかと思う。僕はこの曲が気に入っている。ビートルズが自由で、ハメを外しているからね」と語った。ただし、マッカートニーがこの楽曲をリリースするには、リンゴ・スターをはじめレノンの未亡人オノ・ヨーコ、ハリスンの未亡人オリヴィア・ハリスンの同意が必要であった。
2016年のインタビューで、マッカートニーは「カーニヴァル・オブ・ライト」を含むビートルズの未発表のアウトテイクを発売するアイデアが浮上していることを明かした。この翌年に『サージェント・ペパーズ・ロンリー・ハーツ・クラブ・バンド』の発売50周年を記念したアニバーサリー・エディションが発売されたが、本作は未収録となった。50周年記念エディションで新たなステレオ・ミックスの監修を務めたジャイルズ・マーティンは、同エディションへの収録を検討したものの、「サージェント・ペパーの一部ではなく、明らかに異なるもの」として収録を見送ったと説明している。その一方で、ジャイルズ・マーティンは本作で「将来何か面白いことをする」予定であることを明かしている。

## クレジット
※出典
- ジョン・レノン、ポール・マッカートニー、ジョージ・ハリスン、リンゴ・スター - ボーカル、テープ・エフェクト、ピアノ、オルガン、ギター、タンバリン